# Næstved Nord Station
Næstved Nord Station er en dansk jernbanestation i Næstved.

## Antal rejsende
Ifølge Østtællingen 2008 var udviklingen i antallet af dagligt afrejsende:
| År   | Antal |
| ---- | ----- |
| 2003 | 112   |
| 2004 | 206   |
| 2005 | 130   |
| 2006 | 151   |
| 2007 | 217   |
| 2008 | 168   |